# Innisfree (Alberta)
Pour les articles homonymes, voir Innisfree (homonymie).
Innisfree est un village (village) du Comté de Minburn No 27, situé dans la province canadienne d'Alberta.

## Démographie
En tant que localité désignée dans le recensement de 2011, Innisfree a une population de 220 habitants dans 108 de ses 136 logements, soit une variation de -5.6% avec la population de 2006. Avec une superficie de 1,274 8 km2, village possède une densité de population de 172,576 1 hab/km2 en 2011.
Concernant le recensement de 2006, Innisfree abritait 233 habitants dans 118 de ses 128 logements. Avec une superficie de 1,274 8 km2, village possédait une densité de population de 182,8 hab/km2 en 2006.
| 2001 | 2006 | 2011 | 2016 |
| ---- | ---- | ---- | ---- |
| 219  | 233  | 220  | 193  |